# First Aid Nursing Yeomanry
Il First Aid Nursing Yeomanry (Princess Royal's Volunteer Corps) (Fany (PRVC)) è un'organizzazione benefica britannica indipendente solo femminile formata nel 1907 e attiva sia nel lavoro infermieristico che di intelligence durante le guerre mondiali. I suoi membri indossano un'uniforme in stile militare, ma non fanno parte dell'esercito normale o della riserva dell'esercito. I membri non si addestrano a Sandhurst, né detengono un ingaggio.

## Formazione
Fu creata come First Aid Nursing Yeomanry nel 1907 come collegamento di pronto soccorso tra gli ospedali da campo e le linee del fronte e le fu assegnato il nome "yeomanry" poiché i suoi membri originariamente erano montati a cavallo. A differenza delle organizzazioni infermieristiche, i FANY si vedevano salvare i feriti e provvedere al pronto soccorso, in modo simile a un moderno soccorritore militare. Il loro fondatore, il sergente maggiore, poi capitano, Edward Baker, un veterano della campagna del Sudan e della seconda guerra boera, riteneva che un singolo cavaliere potesse raggiungere un soldato ferito più velocemente di un'ambulanza trainata da cavalli. Ogni donna era addestrata non solo al pronto soccorso, ma anche alla segnalazione e all'addestramento nei movimenti di cavalleria. L'uniforme originale era una tunica scarlatta con rivestimenti bianchi, una gonna da equitazione blu scuro con tre file di trecce bianche nella parte inferiore e un cappello scarlatto dalla sommità rigida con visiera di pelle nera. L'uniforme divenne gradualmente più pratica e meno appariscente, inclusa, cosa importante, una gonna divisa per consentire a tutti di cavalcare a cavalcioni. Nel 1914 consisteva in una tunica color kaki, una gonna color cachi e un casco coloniale color cachi. Poco dopo il loro arrivo in Francia, all'inizio della prima guerra mondiale, il casco fu abbandonato a favore di un berretto morbido, perché il casco rigido si rivelò poco pratico per guidare un'ambulanza con il tetto basso in tela.
I primi leader della FANY includevano Grace McDougall e Lilian Franklin, "The Boss".

## Prima Guerra Mondiale

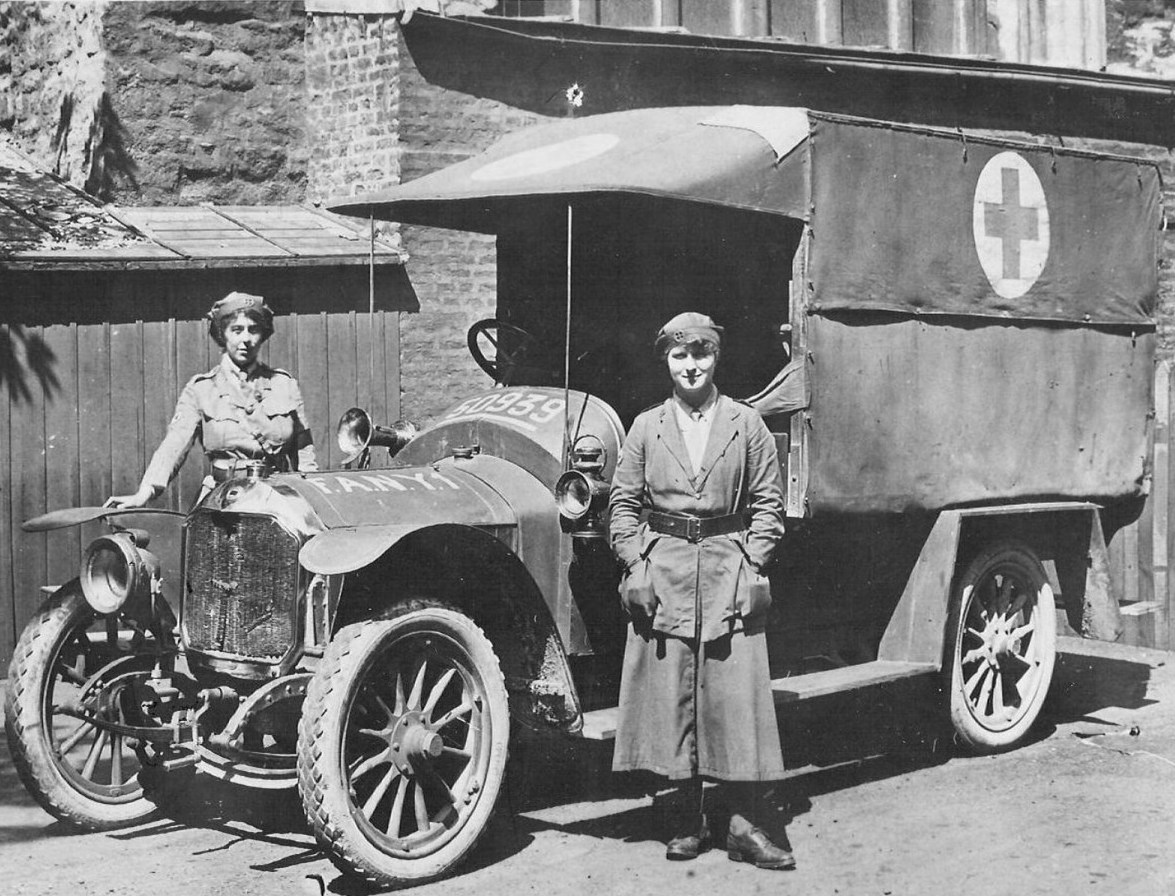
Il tenente Grace "Mac" McDougall e l'ambulanza Ford Fany di nome "Flossie" a Calais nel 1915 con "Bob" Bailey.

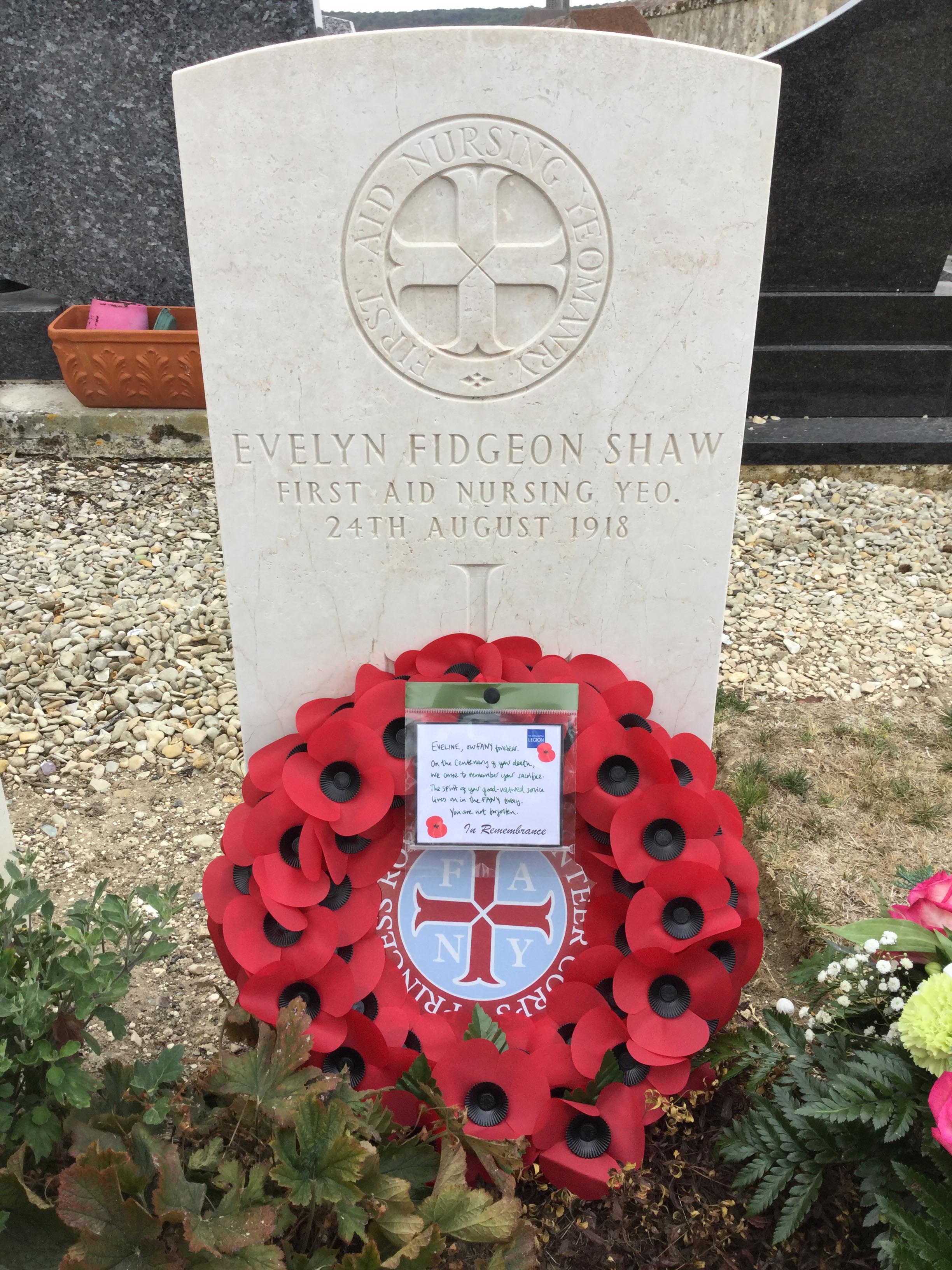
Tomba di Evelyn Fidgeon Shaw, morta nel 1918, a Sézanne

Il 27 ottobre 1914, essendo stata rifiutata la loro offerta di assistenza come paramedici dall'Ufficio della Guerra, un gruppo di sei FANY, tra cui i tenenti Franklin e McDougall, più tre infermiere addestrate e due inservienti maschi, attraversarono Calais. Furono seguiti a breve da un'ambulanza a motore finanziata privatamente. L'esercito belga li accolse a braccia aperte e per i successivi due anni i FANY guidarono le ambulanze, aprirono un ospedale e due case di convalescenza e allestirono una stazione di smistamento delle vittime vicino al fronte. Nel vedere questo, la resistenza ufficiale britannica si sgretolò e il 1º gennaio 1916 i FANY divennero le prime donne a guidare ufficialmente per l'esercito britannico, con l'istituzione di una sezione di ambulanze a Calais. Il ruolo degli inglesi era quello di trasportare i morti e i moribondi dalle stazioni di sgombero agli ospedali e alle navi ospedale. Seguì la formazione di diversi convogli per l'esercito francese, di stanza nel settore meridionale del fronte, vicino a Verdun.
Dall'Armistizio il Corpo aveva ricevuto numerose decorazioni al valore, tra cui 17 Medaglie Militari, 1 Legion d'Honneur e 27 Croix de Guerre. Sebbene diversi FANY siano rimasti ferite mentre prestavano servizio in Francia, si verificò un solo decesso: Evelyn Fidgeon Shaw CdeG morì mentre prestava servizio con i francesi e fu da loro sepolta con tutti gli onori militari a Sézanne.
McDougall scrisse un resoconto anonimo del 1917 delle sue esperienze: Nursing Adventures: A FANY in France, ribattezzato A Nurse at War: Nursing Adventures in France per l'America. Nel 1919 Pat Beauchamp scrisse un libro intitolato Fanny Goes to War sulle sue esperienze di servizio nel Corpo durante la prima guerra mondiale.

L'installazione del The Coffin Jump nello Yorkshire Sculpture Park era stata ispirata dal lavoro dei FANY durante la prima guerra mondiale.

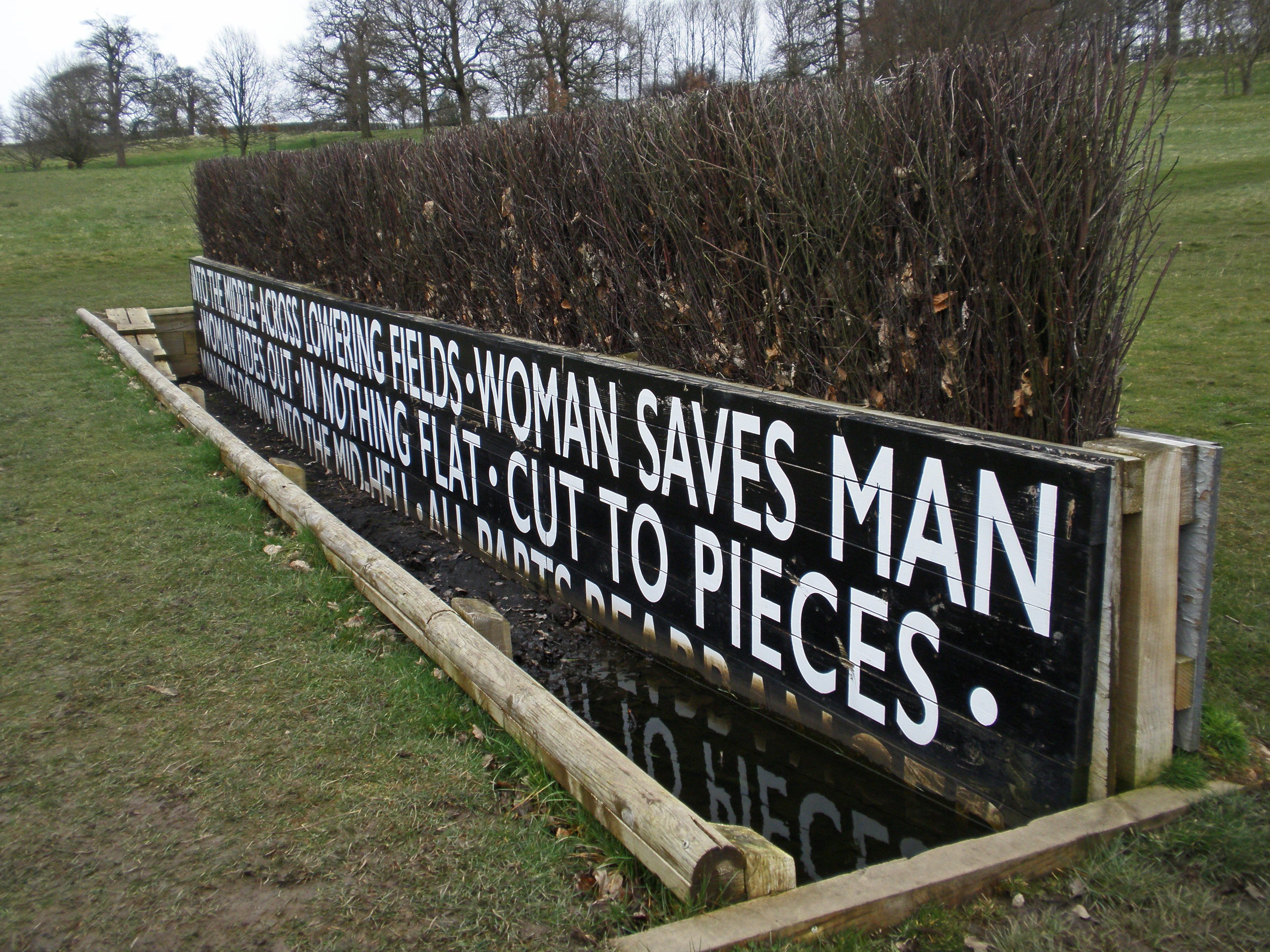
L'installazione Coffin Jump allo Yorkshire Sculpture Park

## Anni tra le due guerre
Essendo indipendente e autofinanziata, la FANY non venne sciolta dopo la Prima Guerra Mondiale, a differenza dei servizi femminili. In seguito al servizio prestato durante lo sciopero generale del 1926, quando il nome fu brevemente cambiato in Ambulance Car Corps (FANY), il Corpo fu finalmente riconosciuto dall'Ufficio della Guerra e gli fu permesso di comparire nella lista dell'Esercito, anche se non era finanziato con fondi pubblici.
Per tutti gli anni '20 e '30 i FANY continuarono l'allenamento, compreso il lavoro radiofonico, il primo soccorso, la manutenzione e la meccanica dei veicoli a motore. I numeri crebbero e furono istituite diverse sezioni regionali. Nel 1931 fu istituita in Africa orientale un'unità indipendente del Corpo, nota come The Women's Territorial Service (Servizio Territoriale delle Donne) (EA). Questa fu la prima unità femminile all'estero ad essere formata.
Nel 1937, volendo allontanarsi completamente da ogni presunto legame con l'assistenza infermieristica formale, il Corpo divenne il Women's Transport Service (Servizio di Trasporto delle Donne) (WTS (FANY)).

## Seconda Guerra Mondiale

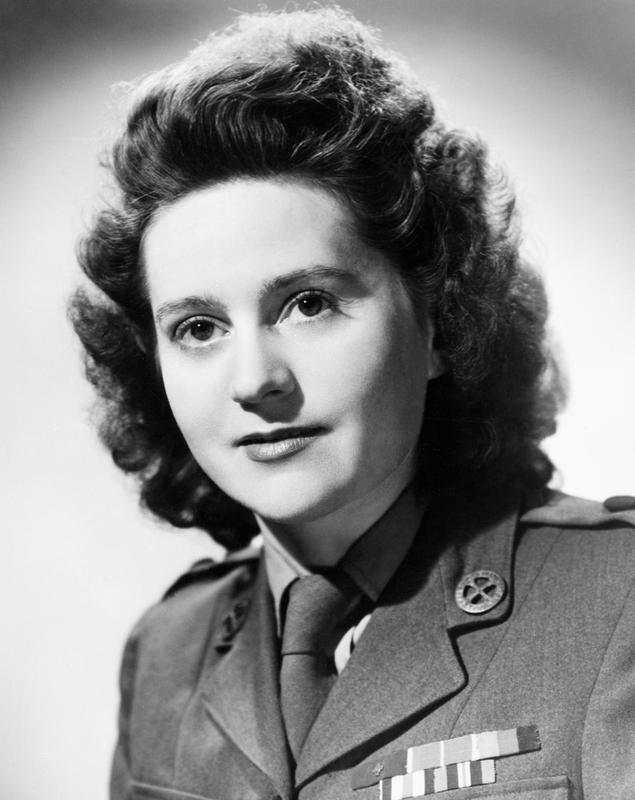
Odette Hallowes nella sua uniforme FANY

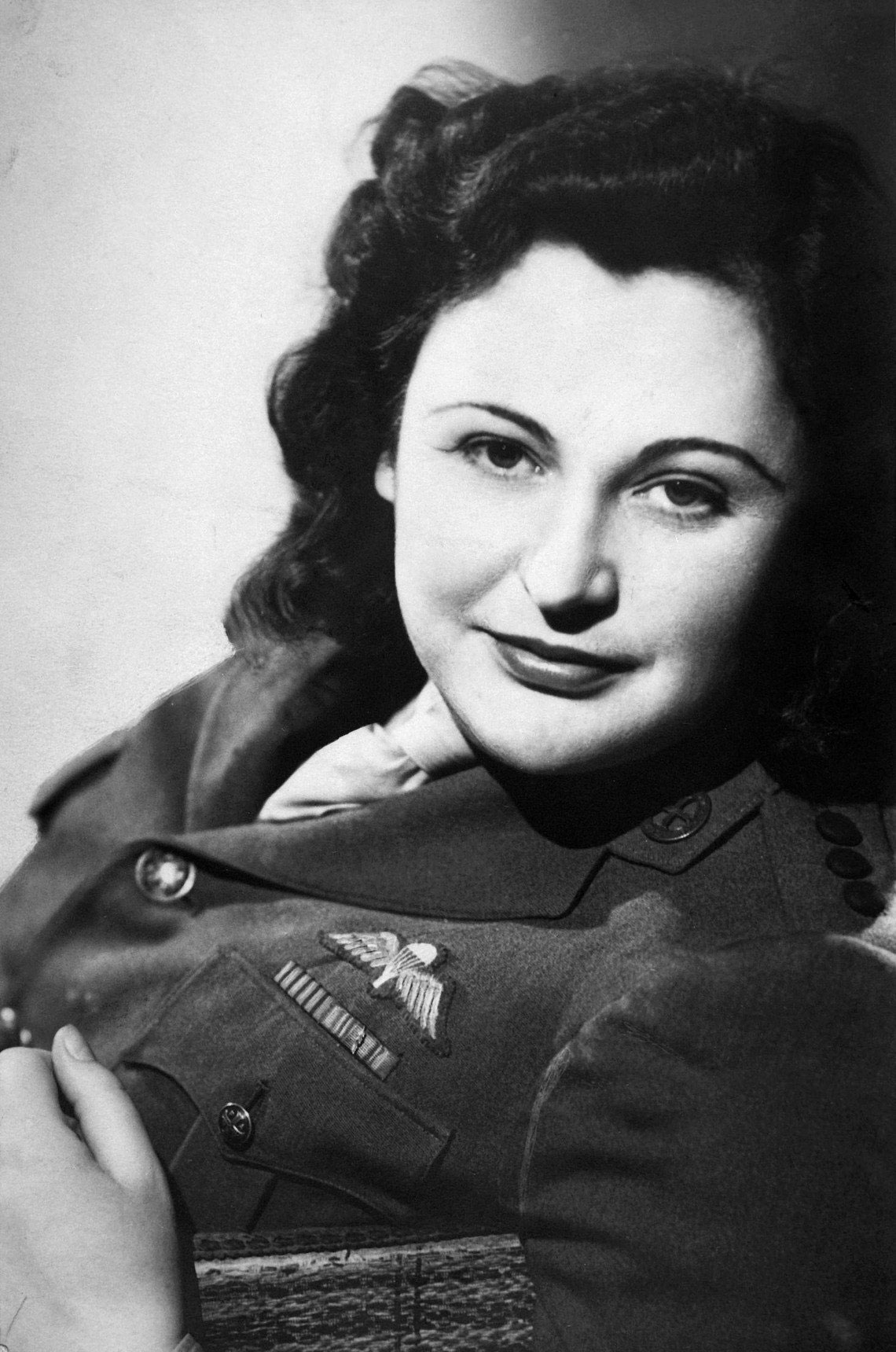
Nancy Wake nella sua uniforme FANY

All'inizio della guerra la FANY era guidata da Mary Baxter Ellis che aveva prestato servizio nel Corpo durante la prima guerra mondiale. Helen Gwynne-Vaughan è stata il primo controllore capo del neonato Auxiliary Territorial Service (ATS). Questo era un ruolo che Ellis aveva rifiutato poiché preferiva guidare la FANY. Ellis accettò tuttavia di provvedere a 1.500 meccanici FANY da prestare in servizio con l'ATS fintanto che i FANY potessero essere indipendenti. Questo era l'accordo ma la Gwynne-Vaughan ruppe l'accordo e costrinse la FANY/ATS ad essere assorbita nel servizio territoriale. Ellis esitò, ma ottenne l'accordo secondo cui questi FANY/ATS avrebbero indossato il loro vistoso FANY, una tradizione che risale a molti anni fa, con il sottogola dei loro cappelli sopra la corona. Un quartier generale FANY autonomo lavorava contemporaneamente a Londra. Questi membri erano conosciuti come i 'FANY liberi' e indossavano di diritto la loro uniforme.
Un ruolo più noto della FANY nella seconda guerra mondiale è il loro servizio con lo Special Operations Executive. La FANY fu impegnata nella SOE nel 1940 attraverso l'amicizia tra Phyllis Bingham (segretario dell'allora comandante del corpo) e il colonnello, in seguito maggiore generale, Colin Gubbins (direttore delle operazioni e della formazione SOE). Il servizio della FANY iniziò con il loro coinvolgimento nelle unità ausiliarie altamente segrete istituite nel 1940 come forza di permanenza in caso di invasione. Alla fine della guerra oltre 3.000 FANY avevano servito con il SOE: come formatori, programmatori, segnalatori, falsari, spedizionieri e, soprattutto, come agenti. Le reclute venivano addestrate in uno dei quattro campi: trasporto automobilistico, telegrafia senza fili, codici o tutto in generale. Lavoravano sulla codifica e sui segnali, fungendo da conduttori per gli agenti e dando supporto amministrativo e tecnico alle Scuole di Formazione Speciale. Il loro lavoro era top secret e spesso altamente qualificato.
Delle 50 donne inviate dal Soe in Francia 39 erano membri della FANY. Di queste 39 donne, 12 furono assassinate dai nazisti e un membro del Corpo morì sul campo. Molte decorazioni, sia del Regno Unito che di altri paesi, furono assegnate ai FANY per il loro servizio e il loro eccezionale coraggio. Tra queste, quattro delle più alte decorazioni del Regno Unito furono la George Cross assegnata a Odette Hallowes, che fu incarcerata e torturata, ma sopravvisse alla guerra, Violette Szabo e Noor Inayat Khan: questi ultimi due morirono in prigionia e furono decorati postumi. I premi di Nancy Wake includevano la George Medal.
I membri del corpo operarono in diversi teatri di guerra, tra cui il Nord Africa, l'Italia, l'India e l'Estremo Oriente. La FANY è stata al servizio del governo finlandese. Una sezione era annessa all'Esercito Polacco, con sede principalmente a Linlithgow, dove forniva ai polacchi uniformi, armi, veicoli, attrezzature, cibo, servizi amministrativi e servizi di autisti. I membri del corpo fecero anche la guardia d'onore al funerale del generale Wladyslaw Sikorski, che si era recato più volte in Scozia per ispezionare le sue truppe. Una sezione keniota, costituita nel 1931, che fu nominata unità ufficiale dell'Africa orientale dal Ministero della Guerra nell'agosto 1941, fu molto attiva durante la guerra. Questa sezione coinvolse donne provenienti da tutta la metà meridionale dell'Africa. Altri FANY erano assegnati alla Croce Rossa britannica, al Corpo di ambulanza americano e al Comitato francese per la Croce Rossa francese. Nel 1944 un altro grande gruppo fu schierato nel subcontinente indiano e nell'Estremo Oriente con il Comando del Sud-Est asiatico. Complessivamente oltre 6.000 FANY prestarono servizio nella seconda guerra mondiale.
Maud MacLellan, una FANY che prestò servizio con l'ATS durante la guerra, insegnò a guidare alla futura Regina Elisabetta.
Un memoriale nella chiesa di St Paul, Knightsbridge, commemora 52 membri nominati che morirono in servizio attivo con il Corpo durante la prima e la seconda guerra mondiale, inclusi 9 membri che morirono quando la SS Khedive Ismail fu affondata da un sottomarino giapponese nel 1944. Anche i FANY sono commemorati nel Brookwood Memorial nel Surrey.

### Gradi delle donne del Servizio di Trasporto
Di seguito è riportato un grafico dei gradi WTS (FANY) in confronto all'esercito britannico.

#### Gradi e insegne degli eserciti NATO/OF/WTS
|                          | Ufficiali generali   | Ufficiali generali   | Ufficiali generali | Ufficiali generali | Ufficiali generali | Ufficiali generali | Ufficiali generali | Ufficiali generali | Ufficiali generali  | Ufficiali generali  | Ufficiali sul campo | Ufficiali sul campo | Ufficiali sul campo | Ufficiali sul campo | Ufficiali sul campo | Ufficiali sul campo | Ufficiali junior | Ufficiali junior | Ufficiali junior   | Ufficiali junior   | Ufficiali junior   | Ufficiali junior        | Ufficiali junior        | Ufficiali junior        |                   |                   |                   |                   |                   |                   |
| ------------------------ | -------------------- | -------------------- | ------------------ | ------------------ | ------------------ | ------------------ | ------------------ | ------------------ | ------------------- | ------------------- | ------------------- | ------------------- | ------------------- | ------------------- | ------------------- | ------------------- | ---------------- | ---------------- | ------------------ | ------------------ | ------------------ | ----------------------- | ----------------------- | ----------------------- | ----------------- | ----------------- | ----------------- | ----------------- | ----------------- | ----------------- |
| British Army (1938–1945) | Feldmaresciallo      | Feldmaresciallo      | Generale           | Generale           | Tenente Generale   | Tenente Generale   | Maggior Generale   | Maggior Generale   | Generale di brigata | Generale di brigata | Colonnello          | Colonnello          | Tenente Colonnello  | Tenente Colonnello  | Maggiore            | Maggiore            | Capitano         | Capitano         | Luogotenente       | Luogotenente       | Luogotenente       | Luogotenente in seconda | Luogotenente in seconda | Luogotenente in seconda | Ufficiale Cadetto | Ufficiale Cadetto | Ufficiale Cadetto | Ufficiale Cadetto | Ufficiale Cadetto | Ufficiale Cadetto |
| British Army (1938–1945) | Maresciallo di Campo | Maresciallo di Campo | Generale           | Generale           | Tenente-Generale   | Tenente-Generale   | Maggior Generale   | Maggior Generale   | Generale di Brigata | Generale di Brigata | Colonnello          | Colonnello          | Tenente Colonnello  | Tenente Colonnello  | Maggiore            | Maggiore            | Capitano         | Capitano         | Primo Luogotenente | Primo Luogotenente | Primo Luogotenente | Secondo Luogotenente    | Secondo Luogotenente    | Secondo Luogotenente    | Allievo ufficiale | Allievo ufficiale | Allievo ufficiale | Allievo ufficiale | Allievo ufficiale | Allievo ufficiale |

#### Gradi e insegne degli eserciti NATO/OR/WTS
| Gruppo di classifica     | Sottufficiali senior             | Sottufficiali senior             | Sottufficiali senior             | Sottufficiali senior             | Sottufficiali senior             | Sottufficiali senior             | Sottufficiali senior              | Sottufficiali senior               | Sottufficiali senior | Sottufficiali senior | Sottufficiali senior | Sottufficiali senior | Sottufficiali senior | Sottufficiali senior | Sottufficiali senior | Sottufficiali senior | Sottufficiali senior | Sottufficiali senior | Sottufficiali senior | Sottufficiali senior | Sottufficiali senior | Sottufficiali senior | Sottufficiali junior | Sottufficiali junior | Sottufficiali junior | Sottufficiali junior | Sottufficiali junior | Sottufficiali junior | Arruolati               | Arruolati               | Arruolati               | Arruolati               | Arruolati               | Arruolati               | Arruolati               | Arruolati               |
| ------------------------ | -------------------------------- | -------------------------------- | -------------------------------- | -------------------------------- | -------------------------------- | -------------------------------- | --------------------------------- | ---------------------------------- | -------------------- | -------------------- | -------------------- | -------------------- | -------------------- | -------------------- | -------------------- | -------------------- | -------------------- | -------------------- | -------------------- | -------------------- | -------------------- | -------------------- | -------------------- | -------------------- | -------------------- | -------------------- | -------------------- | -------------------- | ----------------------- | ----------------------- | ----------------------- | ----------------------- | ----------------------- | ----------------------- | ----------------------- | ----------------------- |
| British Army (1938–1945) |                                  |                                  |                                  |                                  |                                  |                                  |                                   |                                    |                      |                      |                      |                      |                      |                      |                      |                      |                      |                      |                      |                      |                      |                      |                      |                      |                      |                      |                      |                      | Nessuna insegna         | Nessuna insegna         | Nessuna insegna         | Nessuna insegna         | Nessuna insegna         | Nessuna insegna         | Nessuna insegna         | Nessuna insegna         |
| British Army (1938–1945) | Maresciallo Maggiore di Classe I | Maresciallo Maggiore di Classe I | Maresciallo Maggiore di Classe I | Maresciallo Maggiore di Classe I | Maresciallo Maggiore di Classe I | Maresciallo Maggiore di Classe I | Maresciallo Maggiore di Classe II | Maresciallo Maggiore di Classe III | Sergente scelto      | Sergente scelto      | Sergente             | Sergente             | Sergente             | Sergente             | Sergente             | Sergente             | Sergente             | Sergente             | Sergente             | Sergente             | Sergente             | Sergente             | Caporale             | Caporale             | Caporale             | Caporale             | Soldato Scelto       | Soldato Scelto       | Soldato (o equivalente) | Soldato (o equivalente) | Soldato (o equivalente) | Soldato (o equivalente) | Soldato (o equivalente) | Soldato (o equivalente) | Soldato (o equivalente) | Soldato (o equivalente) |

## Guerra Fredda
Durante la Guerra Fredda la FANY assunse nuovi ruoli, inclusa la fornitura di supporto alle comunicazioni nazionali come parte della 2ª Brigata di Segnale (Comunicazione Nazionale). Si trattava di accordi in atto per garantire la continuità del governo in caso di un gravissimo attacco al Regno Unito. In tale eventualità, ai membri del Corpo sarebbe stato richiesto di assistere la Brigata schierandosi in uno dei numerosi bunker segreti stabiliti in tutto il paese per ospitare il governo disperso.

## Ruolo contemporaneo

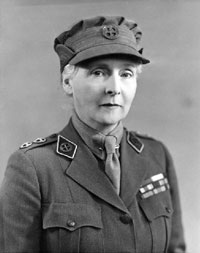
Sua Altezza Reale la Principessa Alice, Contessa di Athlone, nella sua uniforme FANY

La FANY fu ufficialmente ribattezzata Princess Royal's Volunteer Corps (Corpo dei Volontari della Principessa Reale) nel 1999, dopo aver ricevuto il permesso da Anne, la Principessa Reale di utilizzare il suo titolo, ed è ora denominata FANY (PRVC). Il nome originale ha maggiore riconoscibilità e maggiore risalto anche nelle pubblicazioni ufficiali e sul proprio sito web. La Principessa Reale divenne comandante in capo del corpo nel 1981, in seguito alla morte della sua prozia, la principessa Alice, che fu il primo comandante in capo del corpo nel 1933.
Oggi il Corpo si concentra sull'implementazione di squadre specialistiche di risposta rapida per sostenere le autorità civili e militari nei momenti di crisi. Più di recente il Corpo è stato schierato in risposta alla pandemia di Covid-19, in servizio al NHS Nightingale Hospital di Londra, i Coroner del Nord di Londra e Westminster, Polizia della Città di Londra e Appello al Trust Coronavirus per le Emergenze Nazionali. I membri si allenano ogni settimana e sono in chiamata 24 ore su 24, 7 giorni su 7 per aiutare in tempi di emergenza nazionale. Il Corpo è aperto a volontari di età compresa tra 18 e 45 anni che risiedono o lavorano vicino a Londra, all'interno della M25. I membri sono addestrati in comunicazioni, capacità di pronto soccorso, lettura delle mappe, navigazione e orientamento, tiro, autodifesa, tecniche di sopravvivenza e guida avanzata. Il loro abito di lavoro è simile a quello del moderno esercito britannico. In occasioni formali indossano un'uniforme simile allo storico Abito da servizio dell'esercito britannico femminile. Hanno anche il loro sistema di "gradi".

### Gradi del FANY (PRVC)
| FANY (PRVC) | (HR) | (HR) | (HR) | (HR) | (HR) | (HR) | (HR) | (HR) |                          |                          |                          |                          |                                  |                                  |                        |                        |                                                |                                                |               |               |               |                    |                    |                    |                   |                   |                   |                   |                   |                   |
| FANY (PRVC) | (HR) | (HR) | (HR) | (HR) | (HR) | (HR) | (HR) | (HR) | Brigadiere (Regno Unito) | Brigadiere (Regno Unito) | Colonnello (Regno Unito) | Colonnello (Regno Unito) | Tenente colonnello (Regno Unito) | Tenente colonnello (Regno Unito) | Maggiore (Regno Unito) | Maggiore (Regno Unito) | Capitano (Esercito britannico e Royal Marines) | Capitano (Esercito britannico e Royal Marines) | Primo Tenente | Primo Tenente | Primo Tenente | Tenente in seconda | Tenente in seconda | Tenente in seconda | Ufficiale cadetto | Ufficiale cadetto | Ufficiale cadetto | Ufficiale cadetto | Ufficiale cadetto | Ufficiale cadetto |

## Membri importanti

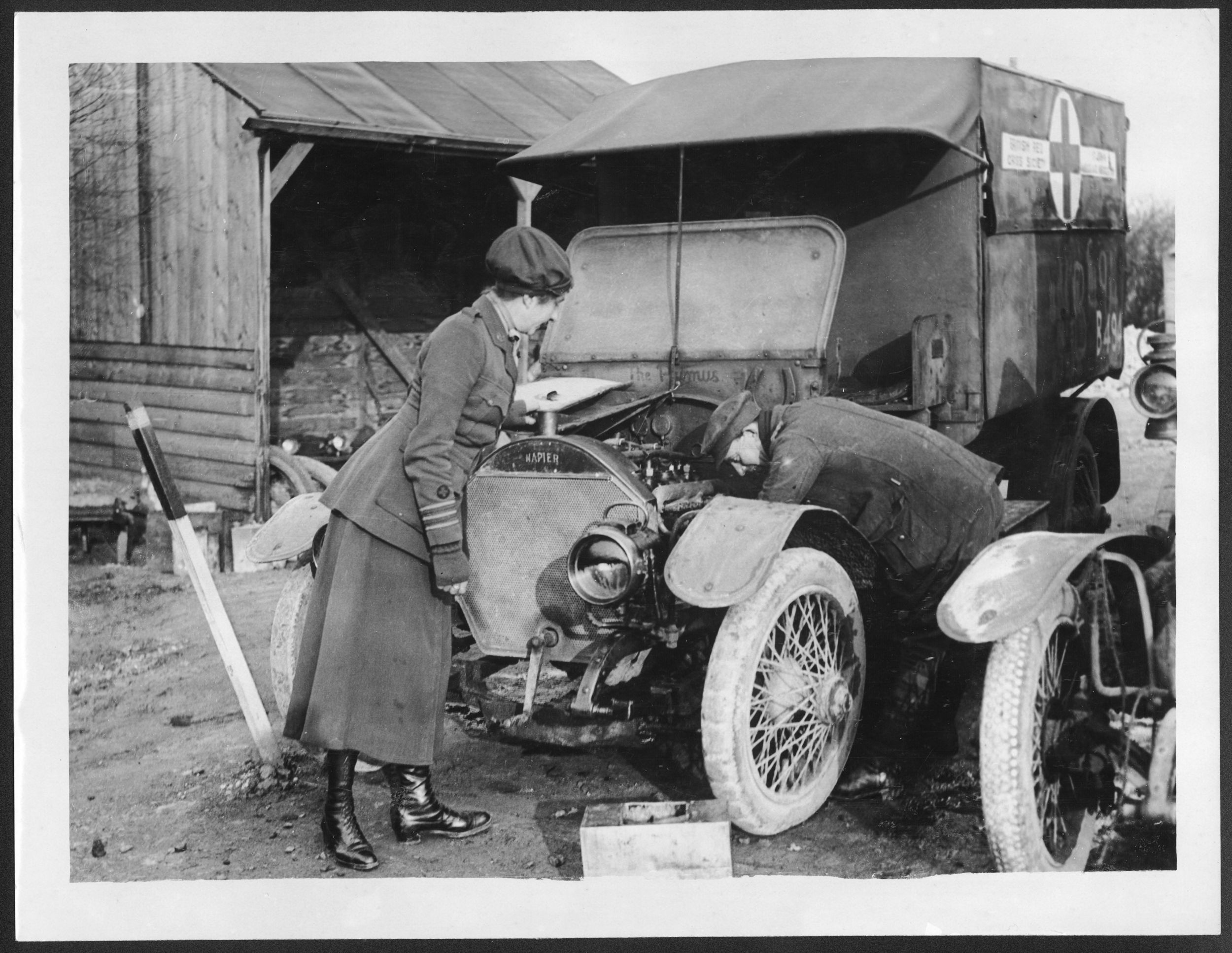
Un Comandante donna della First Aid Nursing Yeomanry osserva un meccanico che ripara un'ambulanza, 1918 ca.

I membri qui elencati sono tutti di importanza enciclopedica, in quanto sono presenti nella Wikipedia inglese. Quelli che appaiono in rosso non sono ancora presenti nella Wikipedia italiana.
- Enid Bagnold
- Sadie Bonnell
- Evelyn May Cridlan
- Lilian Franklin
- Beryl Hutchinson
- Grace McDougall
- Olive Mudie-Cooke
- Muriel Thompson
- Lise de Baissac
- Denise Bloch
- Andree Borrel
- Sonya Butt
- Madeleine Damerment
- Odette Hallowes
- Noor Inayat Khan
- Cecily Lefort
- Vera Leigh
- Maud MacLellan
- Eileen Nearne
- Jacqueline Nearne
- Eliane Plewman
- Lilian Rolfe
- Yvonne Rudellat
- Sue Ryder
- Krystyna Skarbek
- Violette Szabo
- Nancy Wake
- Pearl Witherington
- Julia Pirie
- Mary Railton

## Servizi connessi
- Auxiliary Territorial Service (Servizio territoriale ausiliario)
- Defence Medical Welfare Service (Servizio di Assistenza Sanitaria della Difesa)
- Mechanised Transport Corps (Corpi di Trasporto meccanizzati)
- Military ranks of women's services in WWII (Gradi militari dei servizi femminili nella Seconda Guerra Mondiale)
- Queen Alexandra's Royal Army Nursing Corps (Corpi infermieristici dell'Esercito Reale della Regina Alessandra di Danimarca)